# フリースタイルしんちゃん
『フリースタイルしんちゃん カスカベのラッパー』は、テレビ朝日系列のテレビアニメ『クレヨンしんちゃん』内で2022年1月8日から30周年記念の企画として放送されているアニメシリーズのひとつである。人気声優を多く起用している。ラップバトルが本作のテーマであり、多くの台詞で韻を踏ませる工夫がみられる。

## あらすじ
子供達がフリースタイルラップで戦いを繰り広げている荒廃した街の「カスカベシティ」（詳細は後述）で、しんのすけが居なくなった妹のひまわりを捜していた。

## 登場人物

### しんのすけサイド
野原しんのすけ
声 - 小林由美子
本作の主人公。ひまわりを捜している。
決め台詞はオラの名前はノ・ハ・ラ、お尻から出るのはオ・ナ・ラ！である。
野原ひまわり
声 - こおろぎさとみ
しんのすけの妹。何故か行方不明になっている。
風間トオル
声 - 真柴摩利
チーム「未来を担うカスカベシティの新風」のリーダー。
桜田ネネ
声 - 林玉緒
チーム「ボスラビッツ」のリーダー。
佐藤マサオ
声 - 一龍斎貞友
チーム「ボスラビッツ」に所属している。「デンジャラス」の異名を持つ。
ボーちゃん
ラップバトルで無敗とされており、「B-RocK」（ビーロック）の異名を持つ。
実際には、しんのすけ達と出会うまでは単にラップバトルをした事がないだけであった。
伝説ではカスカベシティの全てを知っているとされている。

### バリバリガールズ
下記の3名からなる女性ヒップホップチーム。ボスK2（詳細は後述）を入手すべく行動しており、しんのすけ達に協力を仰ぎに来た。入手後もしんのすけ達と共に行動している。
カオル
声 - ファイルーズあい
チーム「バリバリガールズ」のリーダー。「バリバリ」が口癖であり、高いIT技術力を持つ。
アミ
声 - 紡木吏佐
チーム「バリバリガールズ」に所属している。ですます調で話す。
クミ
声 - 山本希望
チーム「バリバリガールズ」に所属している。無口で力持ち。
マンマB
声 - AquesTalk
ボスK2を基にバリバリガールズが制作したロボット。

### ぶりぶりタワー関係者
ぶりぶりざえもん
声 - 神谷浩史
カスカベシティの謎のDJ。「DJぶりぶり」「DJぶりぶりざえもん」とも呼ばれている。本作のナレーターの役割も兼ねている。
MCピーパリ
声 - 村瀬歩
ぶりぶりタワーの最初の番人として現れた。「魅惑のアゲアゲマジシャン」の異名を持つ。
坂田源一郎
声 - 黒田崇矢
ぶりぶりタワーの二番目の番人として現れた。「鋼の肉岩石」の異名を持つ。
酢乙女あい
声 - 川澄綾子
ぶりぶりタワーの最後の番人として現れた。「輝きの女王ダイヤモンドクィーン」の異名を持つ。
決め台詞はAll you need is I…あいがすべてである。

### チーターズ
カスカベシティの強豪チームとされており、作中では風間率いる「未来を担うカスカベシティの新風」を追い回していた。
河村やすお
声 - 大塚智子
チーム「チーターズ」のリーダー。
ひとし
声 - 永澤菜教
てるのぶ
声 - 瀧本富士子
ロンパオ
声 - 天﨑滉平
しんのすけ達の前に現れた凄腕のデスメタル風のラッパー。

## 用語

### カスカベシティ
本作の舞台で、1980年代のニューヨーク市をモデルにしている。この街では暴力が禁止されており、代わりにフリースタイルのラップで競い合っている。そのため、住民の子供達はヒップホップチームを組んでいる。外観は全体的に荒廃している。

### ぶりぶりタワー
カスカベシティのランドマークの電波塔であり、「ぶりぶりラジオ」を放送している。ぶりぶりラジオはフリースタイルしんちゃんの冒頭で、前回のあらすじを説明する役割を担っている。タワーには3人の番人（詳細は前述）がおり、DJぶりぶりに辿り着くには、彼らを倒す必要がある。

### OK2
カスカベシティの警備を行っているドローン。子供達を常時監視しており、自由を奪っている。

### ボスK2
OK2の管理・統括を行っているシステム。危険とされるOK2の基地に鎮座している。しんのすけ達とバリバリガールズ（詳細は前述）に奪取された後は、カオルによってロボットに組み込まれるが暴走し、電脳空間でラップバトルする事になった。音声はAquesTalkで合成したものである。

## スタッフ
- 原作 - 臼井儀人
- 脚本 - 永野たかひろ（#1 - #6）→晨原大輔（#7 - ）
- 絵コンテ - 三浦陽
- 演出 - 佐藤いよ、三浦陽
- 作画監督 - 針金屋英郎、高倉佳彦、林静香、原勝徳、間々田益男、大森孝敏
- シリーズディレクター - 三浦陽
- 声優 - 本記事の登場人物節を参照

## 各話リスト
1年おきに3話ずつのペースで、3週に亘って連続で、放送されている。
題名は特に無く話数のみとなっている。
| 話数 | 放送年 | 放送月日 | あらすじ | 備考                                                                                                |
| ---- | ------ | -------- | --- | --------------------------------------------------------------------------------------------------- |
| #1   | 2022年 | 01月08日 | ひまわりを捜しにしんのすけがカスカベシティに現れ、子供達のラップバトルに巻き込まれる。                                                    | |
| #2   | 2022年 | 01月15日 | しんのすけ達とボスラビッツの出会いを描く。                                                                                                | |
| #3   | 2022年 | 01月22日 | ひまわりの情報を得る為に伝説のラッパー「B-RocK」を求める。 しかし、もう一人の伝説のラッパー「ロンパオ」も現れ、ラップバトルする事になる。 | |
| #4   | 2023年 | 02月11日 | バリバリガールズが現れ、ボスK2の入手作戦が始まる。                                                                                        | この回の放送枠では「フリーカエルしんちゃん カスカベのラッパー」として以前の放送回を再放送していた。 |
| #5   | 2023年 | 02月18日 | ボスK2を入手すべくOK2の基地へ潜入する。                                                                                                   | |
| #6   | 2023年 | 02月25日 | 入手したボスK2をロボットに組み込むと暴走が始まる。                                                                                        | |
| #7   | 2024年 | 06月08日 | ひまわりを求めぶりぶりタワーに潜入する。一方で、カスカベシティに異変が起こる。                                                            | |
| #8   | 2024年 | 06月15日 | ぶりぶりタワーの最初の番人を倒したしんのすけ達は次の番人を倒す。                                                                          | |
| #9   | 2024年 | 06月22日 | ぶりぶりタワーの最上階で最後の番人とラップバトルする。                                                                                    | |

## 配信
通常回通りの見逃し配信が期間限定で行われている。また、2024年に#7が放送された時期には、#1から#6までが同年6月29日の17時までTVerで配信された。